# Carlos Aragonés Mendiguchía
Carlos Aragonés Mendiguchía, né le 14 octobre 1956, est un homme politique espagnol membre du Parti populaire.

## Biographie

### Vie privée
Il est marié et père de trois filles.

### Carrière politique
De 1996 à 2004, il est directeur de cabinet de José María Aznar.
Le 20 décembre 2015, il est élu sénateur pour Madrid au Sénat et réélu en 2016.